# 134008 Davidhammond
134008 Davidhammond este o planetă minoră (asteroid), cu un diametru de 2,549 km, din centura de asteroizi. A fost descoperită pe 4 noiembrie 2004 la Catalina Station⁠(d) de Catalina Sky Survey. 
Obiectul prezintă o orbită caracterizată de o semiaxă mare de 2,7333265650721 UAi, o excentricitate de 0,09, o înclinație de 17,9 ° în raport cu ecliptica.